# Paulo Dutra
Paulo Fernando de Vasconcelos Dutra (Timbaúba, 8 de janeiro de 1962) é um professor e político brasileiro. Em 2018 disputou sua primeira para deputado estadual, obtendo 17.938 votos. Ficou na segunda suplência e assumiu a vaga para deputado estadual de Pernambuco pelo PSB, após a renúncia de Rodrigo Novaes, após o mesmo ser nomeado Secretário de Turismo do Estado de Pernambuco no 2° Governo de Paulo Câmara.

## Biografia
Vice-presidente da Comissão de Educação e Cultura da Assembleia Legislativa de Pernambuco - ALEPE, o deputado estadual Professor Paulo Dutra (PSB) é doutorando em Educação pela Universidade Federal de Pernambuco - UFPE e mestre em Gestão e Avaliação da Educação Pública pela Universidade Federal de Juiz de Fora (MG).
Trabalhou durante quase 40 anos na rede estadual de ensino. Foi professor de Física, gestor em três escolas da Rede Pública Estadual e atuou como Secretário Executivo de Educação Profissional de Pernambuco entre os anos de 2008 e 2018. Neste último posto, Paulo Dutra coordenou a implantação e a expansão do Programa de Educação Integral, sendo responsável, no período, pela instalação das Escola Técnica Estadual (ETE) e das Escola de Referência do Ensino Médio (EREM) no estado de Pernambuco.